# Pol-sambola
O sambol de coco, também chamado “pol-sambola”, é uma preparação culinária típica do Sri Lanka e é equivalente aos picles ou chatnis doutras culturas. É feito misturando coco ralado e leite-de-coco temperado com sumo de limão e sal; se se preferir um sambol mais picante, pode juntar-se malagueta vermelha seca e moída, mas é típico levar peixe-das-maldivas. 